# Есхатокол
Есхатоко́л — це кінцева частина умовного формуляру документа, які містить таку інформацію: дату, місце і час видачі документа, а також апрекацію — заключне побажання.
До прикладу наведено есхатокол грамоти Владислава ІІ, короля Польщі, про дозвіл львів'янам закласти вагу у своєму місті: «Datum in Sanog feria quinta post dominicam Misericordie, anno Domini M quadringentesimo quintodecimo, presentibus ad nostre voluntatis beneplacitum tunc modo valituris» („Дано в Сяноку у четвер після неділі «Милосердя», року Божого 1415, у присутності при доброму бажанні нашої волі (тих), хто буде у хорошому здоров'ї.“).